# Eledone
Eledone (лат.) — род осьминогов, единственный в семействе Eledonidae. Он в основном распространен в северной и южной части Атлантического океана, причем один вид E. palari описан в юго-западной части Тихого океана и восточной части Индийского океана в водах вокруг Индонезии и Австралии, а другой — E. microsicya — в западной части Индийского океана. 

## Виды
В настоящий момент род включает следующие виды:
- Eledone caparti Adam, 1950
- Eledone cirrhosa (Lamarck, 1798)
- Eledone gaucha Haimovici, 1988
- Eledone massyae Voss, 1964
- Eledone microsicya (Rochebrune, 1884) *
- Eledone moschata (Lamarck, 1798)
- Eledone nigra (Hoyle, 1910)
- Eledone palari Lu and Stranks, 1992
- Eledone schultzei Hoyle, 1910

Вид, помеченный звёздочкой (*), сомнительный и нуждается в дальнейшем изучении, чтобы определить, является ли он действительным видом или синонимом.
Вид Е. thysanophora в настоящее время рассматривается как синоним Eledone schultzei.